# Boophis pyrrhus
Boophis pyrrhus is een kikker uit de familie gouden kikkers (Mantellidae). De soort werd voor het eerst wetenschappelijk beschreven door Frank Glaw, Miguel Vences, Franco Andreone en David Vallan in 2001. De soort behoort tot het geslacht Boophis.

## Leefgebied
De kikker is endemisch in Madagaskar. De soort leeft op een hoogte van 450 tot 915 meter en komt onder andere voor in het nationaal park Ranomafana.

## Beschrijving
Mannetjes hebben een lengte van 26 tot 32 millimeter. De rug varieert van beige tot rood met kleine rode vlekjes. De buik is witachtig.